# Liste der Kulturdenkmäler in Bisterschied
In der Liste der Kulturdenkmäler in Bisterschied sind alle Kulturdenkmäler der rheinland-pfälzischen Ortsgemeinde Bisterschied aufgeführt. Grundlage ist die Denkmalliste des Landes Rheinland-Pfalz (Stand: 27. November 2018).

## Denkmalzonen
| Bezeichnung          | Lage                                                              | Baujahr         | Beschreibung                                                                    | Bild |
| -------------------- | ----------------------------------------------------------------- | --------------- | ------------------------------------------------------------------------------- | ---- |
| Denkmalzone Ortskern | Hauptstraße 47, 49, 58–64 (gerade Nummern), Friedhofstraße 1 Lage | 19. Jahrhundert | ortstypisches Straßenbild des 19. Jahrhunderts mit unterschiedlichen Hofanlagen | BW   |

## Einzeldenkmäler
| Bezeichnung            | Lage                | Baujahr         | Beschreibung | Bild            |
| ---------------------- | ------------------- | --------------- | --- | --------------- |
| Hofanlage              | Hauptstraße 23 Lage | 1875            | Hofanlage; eineinhalbgeschossiges historistisches Wohnhaus, 1875, Stall-Scheune bezeichnet 1919                    | BW              |
| Hofanlage              | Hauptstraße 42 Lage | 17. Jahrhundert | Hofanlage; schmales Wohnhaus, teilweise Fachwerk (verputzt), wohl aus dem 17. Jahrhundert, Scheune bezeichnet 1823 | BW              |
| Schulhaus              | Kirchstraße 2 Lage  | 1908            | Heimatstilbau, bezeichnet 1908, Architekt Peter Seeberger, Rockenhausen                                            | BW              |
| Protestantische Kirche | Kirchstraße 4 Lage  | 1759            | spätbarocker Saalbau, bezeichnet 1759 und 1760, Architekt Philipp Heinrich Hellermann                              | Fotos hochladen |